# Ricottura
La ricottura di un acciaio è un trattamento termico che consiste nel riscaldamento ad una temperatura superiore a quella di austenitizzazione (Ac3 + 50-70 °C), seguito dalla permanenza di durata opportuna e da un lento raffreddamento solitamente in forno. Deve conseguire uno o più dei seguenti obiettivi:
- equilibrio chimico: riduzione della segregazione minore;
- equilibrio strutturale: trasformazione delle fasi metastabili;
- equilibrio meccanico: riduzione delle tensioni residue interne, incrudimento compreso.

Si utilizza prevalentemente su acciai e su rame per prepararli alle fasi successive della lavorazione, rendendo il materiale più dolce e più omogeneo.

Nel caso dell'acciaio, si riscalda sino ad una temperatura poco superiore a quella di austenitizzazione e si mantiene a tale temperatura per un tempo sufficiente a trasformarlo completamente in austenite; segue poi un lento raffreddamento in forno.
Tramite la ricottura viene alterata la microstruttura del materiale, causando mutamenti nelle sue proprietà quali la flessibilità e la durezza. Il risultato tipico è la rimozione dei difetti della struttura cristallina.
Può avere anche lo scopo di uniformare la composizione chimica dell'acciaio, in tal caso il riscaldamento è eseguito ad una temperatura più elevata e per tempi più lunghi.
I processi che portano alle modifiche del reticolo cristallino durante la ricottura hanno ispirato in informatica la tecnica della ricottura simulata (o simulated annealing), che è una metaeuristica simile agli algoritmi genetici.

## Ricottura completa o profonda
Detta anche genericamente ricottura, essa è eseguibile sugli acciai dotati di punti di trasformazione e consiste in:
- riscaldamento fino a Ac3 + 25-50 °C oppure Ac1 + 50-70 °C;
- sosta in tale condizione per circa 1 ora ogni 30-50mm di spessore;
- raffreddamento lento in forno (5-50 °C/h) fino alla formazione stabile di ferrite, perlite o carburi (dopo l'intervallo critico): per acciai al carbonio o debolmente legati vuol dire fino a 600 °C, per acciai molto legati anche 300 °C; in seguito si può raffreddare il pezzo più rapidamente in aria.

La struttura perlitica così raggiunta comporta l'addolcimento massimo e quindi un'ottima lavorabilità a freddo. Lo svantaggio è costituito dall'ampia durata del trattamento e dalla formazione di una struttura grossolana e non ben definita.

## Ricottura di omogeneizzazione
A differenza della precedente, non necessita di acciai con punti di trasformazione; essa raggiunge risultati simili, ma si sottolinea soprattutto la sua necessità per sciogliere eventuali fasi fragili presenti, ad esempio carburi eutectici grossolani, che, sopravvivendo alle successive lavorazioni a caldo, infragilirebbero pezzi in esercizio, come il tagliente di utensili in acciaio rapido o superfici di attrito di cuscinetti.

Essendo costosa, si deve valutarne attentamente la necessità, di solito evidente solo per acciai di elevata qualità per applicazioni critiche (unico caso di acciaio al carbonio che viene così ricotto è quello automatico, per evitare che le segregazioni di zolfo ai giunti dei grani provochino fragilità al rosso).
Il processo prevede una permanenza di parecchie ore a T = Ac3 + 100-200 °C: questo comporta notevoli perdite per ossidazione e, negli acciai ipoeutectoidici, ingrossamento della grana cristallina (surriscaldamento), a cui porre rimedio con la normalizzazione.

## Ricottura isotermica o incompleta
Volendo velocizzare la ricottura profonda o di globulizzazione, si può optare per la ricottura isotermica, la quale prevede:
- austenitizzazione ad una temperatura maggiore di Ac3 (acciai ipoeutectoidici) o di Ac1 (acciaio ipereutectoidici) per ottenere l'equilibrio strutturale;
- sottoraffreddamento fino a Tiso non troppo inferiore ad A1 (650-700 °C);
- permanenza fino alla completa trasformazione dell'austenite (vedi curve TTT di Bain);
- raffreddamento in aria o altro, dato che la velocità di raffreddamento non influenza più la trasformazione.

La Tiso determina la struttura finale dell'acciaio e quindi la sua durezza, scelta in base alla desiderata deformabilità o lavorabilità alle macchine utensili. Si ottiene così ferrite e/o perlite lamellare strutturalmente molto uniformi, grazie alla sosta a temperatura costante.

## Ricottura di coalescenza o di globulizzazione
Detta anche ricottura pendolare, conferisce alla cementite una conformazione nettamente sferoidale e una distribuzione uniforme. La perlite globulare ha una configurazione stabile, in quanto l'energia superficiale diminuisce rispetto alla configurazione lamellare: questo trattamento aumenta quindi la tenacità e duttilità. Si opera con un tempo di riscaldamento molto lungo (circa 30 ore) o oscillando la temperatura di 20-30 °C attorno ad A1.

Il risultato tecnologico è un acciaio ben truciolabile e stampabile anche a freddo, costituito da ferrite interrotta da globuli di cementite. Lo svantaggio consiste in una ritardata dissoluzione della cementite nell'austenite nella successiva tempra.

Ad esempio l'acciaio 100Cr6, per la costruzione di cuscinetti a rotolamento, è così trattato.

## Ricottura di Ricristallizzazione
Riscaldamento dell'acciaio a t>A1 che causa la completa sostituzione della struttura distorta ed incrudita (da deformazioni a freddo) con una nuova struttura. Da notare che la temperatura di ricristallizzazione diminuisce all'aumentare del grado di incrudimento.

## Ricottura di Restaurazione
Avviene con riscaldamento dell'acciaio al di sotto della temperatura di ricristallizzazione. Con questo processo non si ottiene una modifica
della struttura cristallina ma solo una distensione del reticolo deformato dall'azione di forze esterne in seguito a deformazione plastica.
Tende a riportare il reticolo vicino alle condizioni di equilibrio pre-deformazione senza però eliminare completamente gli effetti di 
quest'ultima.

## Altre applicazioni
- Il processo di ricottura (annealing) trova applicazioni nel campo delle microstrutture elettroniche, con lo scopo di ridurre le tensioni interne al reticolo cristallino del silicio.
- Spesso la ricottura si utilizza per non far criccare un metallo durante il processo di laminazione, processo durante il quale il metallo viene "assottigliato" passando tra due rulli che costituiscono proprio il Laminatoio. Osservando, ad esempio, i grafici sforzo-deformazione di una prova di trazione dell'acciaio1018:
1) Ricotto;
2) Laminato a freddo (nel quale per appunto NON avviene innalzamento di temperatura o ricottura).
Si nota immediatamente una differenza tra il carico di snervamento, l'estensione della regione plastica (duttilità) e l'intensità dello sforzo necessario per portare il materiale a frattura tra i due grafici. Quello che accade è che il materiale ricotto è stato lavorato in regime termico maggiore, con la conseguente possibilità di maggiore movimento da parte dei suoi atomi costituenti ma solo durante la lavorazione (ovvero l'assottigliamento da parte dei rulli), ciò ha portato a una riorganizzazione degli atomi, dei loro legami, ma soprattutto un movimento di dislocazioni quindi una riorganizzazione cristallina, che ha consentito un accumularsi maggiore di dislocazioni, con conseguente aumento di densità di dislocazione. 
Proprio in questi termini la ricottura è efficace, banalmente permette di "comprimere" un metallo senza criccarlo, con conseguente maggiore capacità di applicazione (possiamo lavorarlo con più facilità, quindi sceglierne la forma) e abbattendo gli esorbitanti costi di un processo effettuato integralmente sotto alta temperatura.